# Port de Pollença

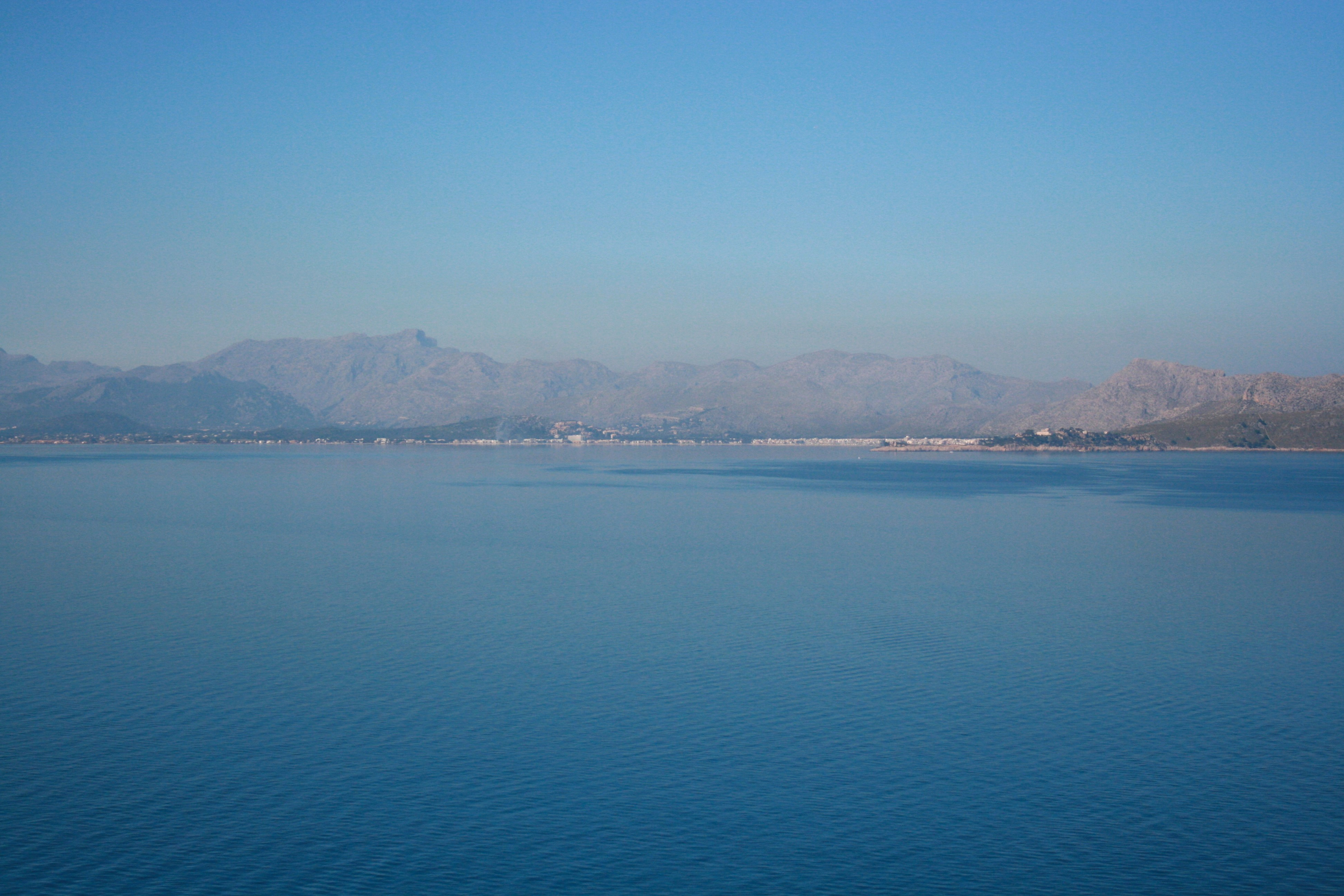
Vistes del Port de Pollença

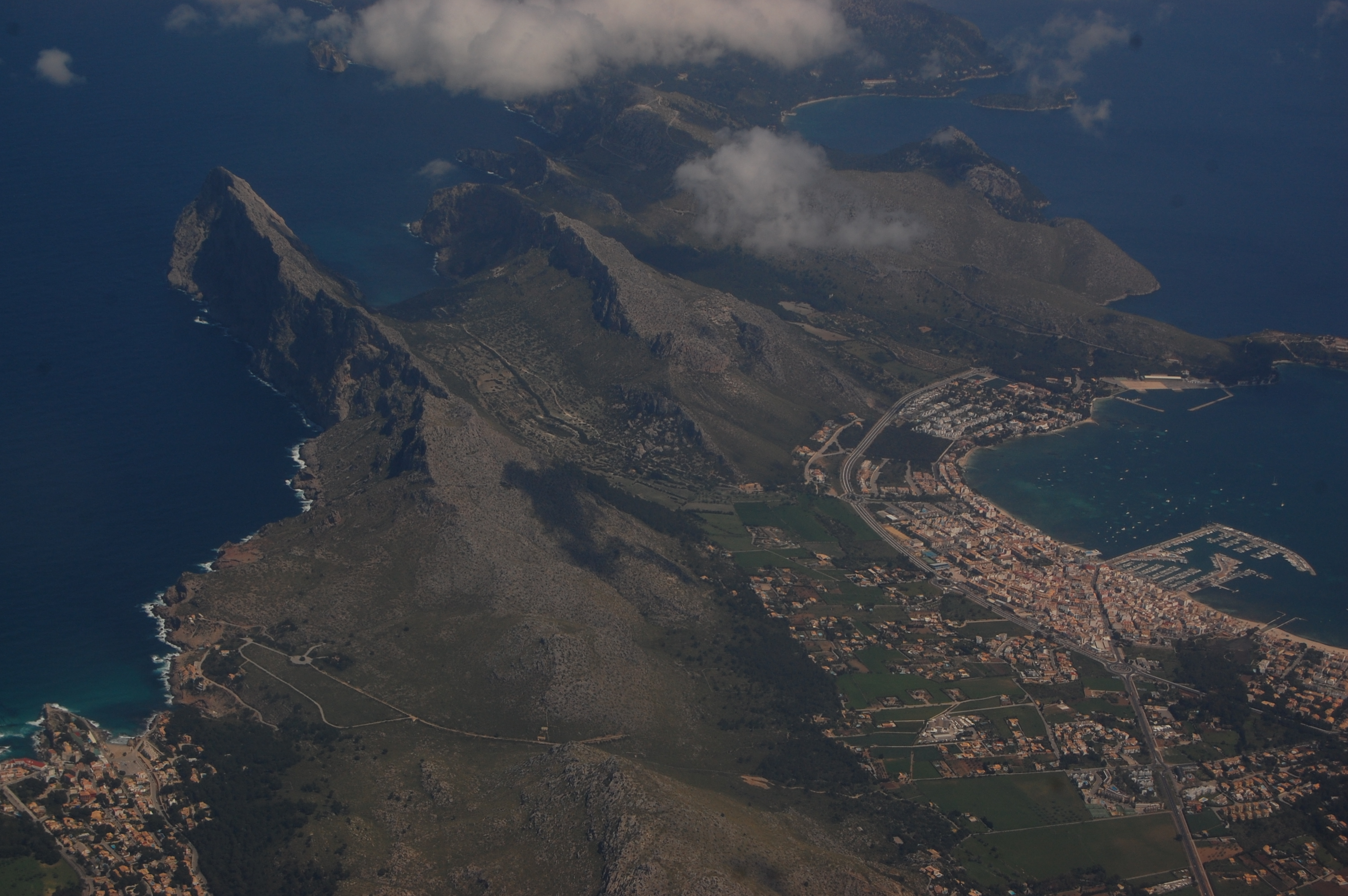
Vall de Bóquer i Port de Pollença des de l'aire

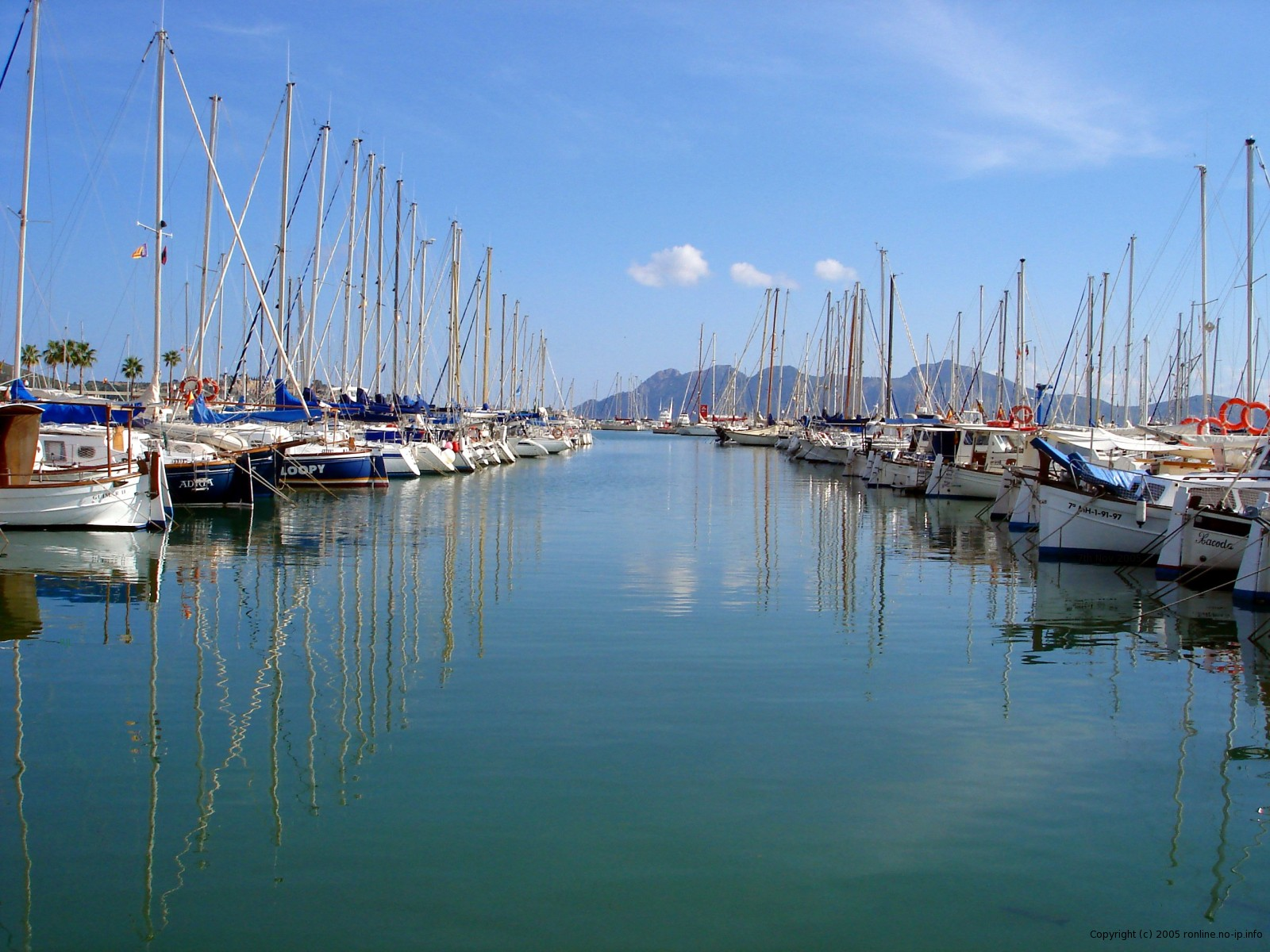
Port esportiu

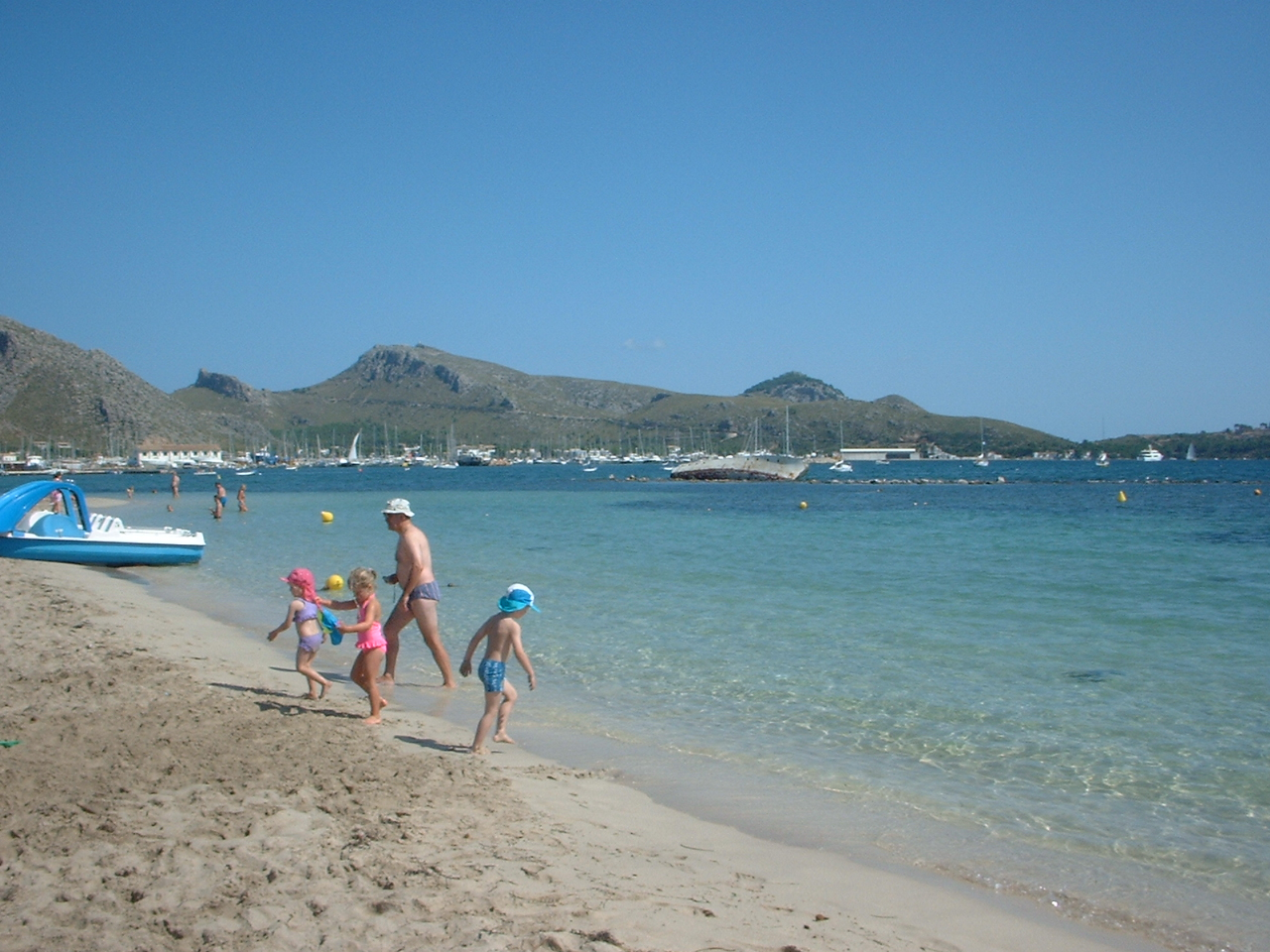
Platja de Llenaire

El Port de Pollença (El Moll, com el designen familiarment els seus habitants) és un poble costaner de l'illa de Mallorca, situat a l'extrem nord de la badia de Pollença i aproximadament a 6 quilòmetres de la vila de Pollença. És el segon nucli de població del municipi de Pollença, amb una població de 16.189 habitants l'any 2018.

## Geografia
El Port de Pollença es troba al nord de Mallorca, en plena badia de Pollença. El poble es troba a l'inici de la península de Formentor, protegit per la fortalesa de la Punta de l'Avançada (1624). El sistema viari connecta el Port de Pollença amb els pobles de Pollença, d'Alcúdia i amb el Cap de Formentor al nord.
El nucli urbà de Port de Pollença creix i es desenvolupa damunt les terres de les possessions d'Albercutx, Llenaire, Gotmar i Bóquer, vora l'antiga Bócor.

## Història
L'any 1905 es va construir el far del Port de Pollença, a la Punta de l'Avançada. La localitat va néixer com a barri de pescadors, i el novembre de 1912 va ser fundada la confraria de pescadors (“Sociedad de Socorros Mutuos Las abejas de la playa”, creada pel pintor i humanista argentí Atilio Boveri); i entre 1920-1924, el pòsit de pescadors (el primer de l'illa).
El 1928 es creà la vicaria in capite de Sant Pere, que va esdevenir Parròquia de la Mare de Déu del Carme l'any 1938.
El poble va esdevenir un important centre turístic de Mallorca (el 1986 hi havia 30 hotels amb 2.884 places). A la seva vora es crearen les noves urbanitzacions de Can Xingala, Gotmar, Bóquer i, ja més lluny, la platja de Formentor, Cala Pi de la posada, amb el famós Hotel Formentor i la urbanització que s'hi creà al voltant.

## Cultura
Molts dels personatges destacats i artistes triaren el Port de Pollença com a lloc de visita o estada. Pintors com l'anomenat Atilio Boveri, i d'altres com Anglada i Camarasa, s'hi establiren i popularitzaren l'indret. Quant a escriptors famosos, molts des de temps enrere visitaren el Port de Pollença.
Al segle xix, ja es té constància de Ruben Darío. El cas més conegut d'un escriptor estranger és, sens dubte, el d'Agatha Christie, que va visitar el Moll i allí es va inspirar per escriure la seva obra Problem at Pollensa Bay. Recentment, Mario Vargas Llosa va romandre uns dies a Formentor, on un bust va ser erigit en honor seu.
Dins l'àmbit de les lletres catalanes, el cèlebre poema Lo pi de Formentor, de Miquel Costa i Llobera, representa el més clar exemple de com la badia de Pollença ha inspirat artistes, viatgers i ciutadans arreu del món.

## Turisme
El Port de Pollença és majoritàriament freqüentat per turistes del Regne Unit i d'Espanya.